# جیمز ادوارد کیلر
جیمز ادوارد کیلر (انگلیسی: James Edward Keeler; ۱۰ سپتامبر ۱۸۵۷ – ۱۲ اوت ۱۹۰۰) دانشمند در زمینه اخترشناسی اهل ایالات متحده آمریکا بود.
وی همچنین برندهٔ جوایزی همچون نشان هنری دراپر و جایزه رامفورد شده است.